# 原臺灣省保安司令部綠島新生訓導處公墓
原臺灣省保安司令部綠島新生訓導處公墓，又名十三中隊，位於臺東縣綠島鄉的國家人權博物館白色恐怖綠島紀念園區內，是埋葬1951年至1986年間，因病逝、自殺等因素死亡的政治犯及官兵之場域。

## 歷史
1951年4月17日，臺灣省保安司令部新生訓導處自臺北縣內湖鄉遷移至臺東縣綠島鄉的流麻溝聚落。5月17日，新生訓導處開始收容大量政治犯，因海軍美頌艦案而被判刑的湖南籍政治犯彭竹修，於31日因舊疾肺結核病逝，因此被埋葬於綠島燕子洞附近面海的山坡地。:200-202 公墓初無名稱，根據彭竹修「死亡證書」的記載，埋葬地點註記的是「綠島流鰻溝公墓」。:38 之後，因與臺灣本島相隔甚遠，導致從1950年至1980年代，新生訓導處及國防部綠島感訓監獄的不幸罹難者，包含病逝、自殺身亡、刑求致死、受槍決的政治犯，或是在此病故的看守官兵，因故身亡而家屬未能領取遺體者，多埋葬在於此地。 正式名稱「台灣省保安司令部新生訓導處公墓」界址碑則源自於1952年，由新生訓導處指派知曉工程設計的政治犯設計，並由精通水泥施作的政治犯王永富，連同王文清、曾添財等人到流麻溝上游採砂石，並用水泥建築工法，完成界址碑的建造。:201 新生訓導處成立之初只有2個大隊、7個中隊的編制， 1952年南日島戰役之後，相關戰俘被送到新生訓導處，才擴編成第3大隊、12個中隊，政治犯因此公墓埋葬多為政治犯，故稱此為「第十三中隊」。:40

## 墓塋資料
新生訓導處公墓遺址，位於綠島鄉公館村公館東段2地號，佔地19,196.54平方公尺，並歸國有財產署管理。 依據2014年的清查，全區合計55座墳墓，埋葬時間介於1951年至1986年。目前已知，包含彭竹修、王玉祺、王一州、李復興、廖啟川、陳阿福、吳福貴、李國安、辛水波、高漢橋、黃祥和、李延開、李秀山等13名政治受難者墓塋；以及盧筆華、蕭忠良、陳道東、劉志學、劉雲齊、陳神祥、李貴由、李孟生等8名具有軍人身分的墓塋。另有李景煥、楊孝華、劉依金、王民英、黃金圳、證財德、范亞銘、趙有江、鄭金煉、胡清華、王金川、鮑玉成、林福祿、蔡國松、楊凱和、陳金寶、林文發、傅立安、周煥倫、劉炳水、陳金波、張富忠、李念宗、范冬吉、蔡義輝、周士東、朱振品、王大祝等18名身份資料不齊者，及6位無法辨識姓名者。:24-47
墓區內另有2個紀念碑，分別是「新生訓導處處長周文彬紀念碑」及「新生訓導處副處長孫連崑紀念碑」。周文彬於1957年3月擔任第3任新生訓導處長，並於1959年11月15日任內病逝，該紀念碑為王永富、王文清、曾添財負責建造，原建於綠島鄉中寮村燈塔附近的小山丘，後因土地轉賣及綠島居民擔心破壞風水等因素而拆除。孫連崑副處長於1962年2月8日病逝，後來在流麻溝綠島公園附近設立周、孫二人的紀念碑，1995年因建造水庫因素，而遷移至公館村公墓。2011年，再因村民反映紀念碑原屬軍方，再移至新生訓導處公墓現址。:202-203